# Festival (repas)
Pour les articles homonymes, voir Festival (homonymie).
Le festival ou festival jamaïcain est un type de pain frit typique de la cuisine jamaïcaine. Malgré son goût légèrement sucré, il est servi comme accompagnement du poisson escabèche, de fruits de mer ou de poulet à la jerk,,,, comme déjeuner ou comme nourriture de rue.

## Aperçu
Le festival est un plat créole originaire de Jamaïque. Bien que ses origines exactes demeurent floues, il est probable qu'il ait été créé à l'époque coloniale, à partir d'ingrédients et de techniques issus des différents groupes ethniques habitant l'île.
Le plat est similaire au hushpuppy, ayant des influences amérindiennes et françaises,, masid aussi avec les croquettes de maïs françaises, les beignets de maïs latins, les sorullos de Porto Rico et de la République dominicaine, et les pâtes frites chinoises introduites sur l'île par des travailleurs chinois sous contrat, tels les beignets jamaïcains. 
Gagnant en popularité dans les années 1970, le festival est couramment consommé lors de festivals et célébrations jamaïcains, en particulier Pâques.

## Préparation
La pâte est faite avec de la farine de blé, de la semoule de maïs, de la levure chimique, du sel, du lait en poudre, du lait ou du lait évaporé, du beurre, du sucre et de l'eau. Celle-ci est ensuite frite dans de l'huile de cuisson végétale jusqu'à ce qu'elle soit dorée et servie chaude. Fini, le festival doit être croustillant à l’extérieur en demeurant moelleux à l’intérieur.
Traditionnellement, le festival est servi en accompagnement de plats salés tels que du poisson frit, du poisson escabèche, des plats de fruits de mer, du porc jerk ou du poulet jerk,. Sa saveur légèrement sucrée complète les profils épicés et acidulés de ces plats, ce qui en fait un incontournable de la cuisine jamaïcaine. Il est aussi consommé comme nourriture de rue, collation, et plat d'accompagnement populaire au déjeuner.

## Galerie

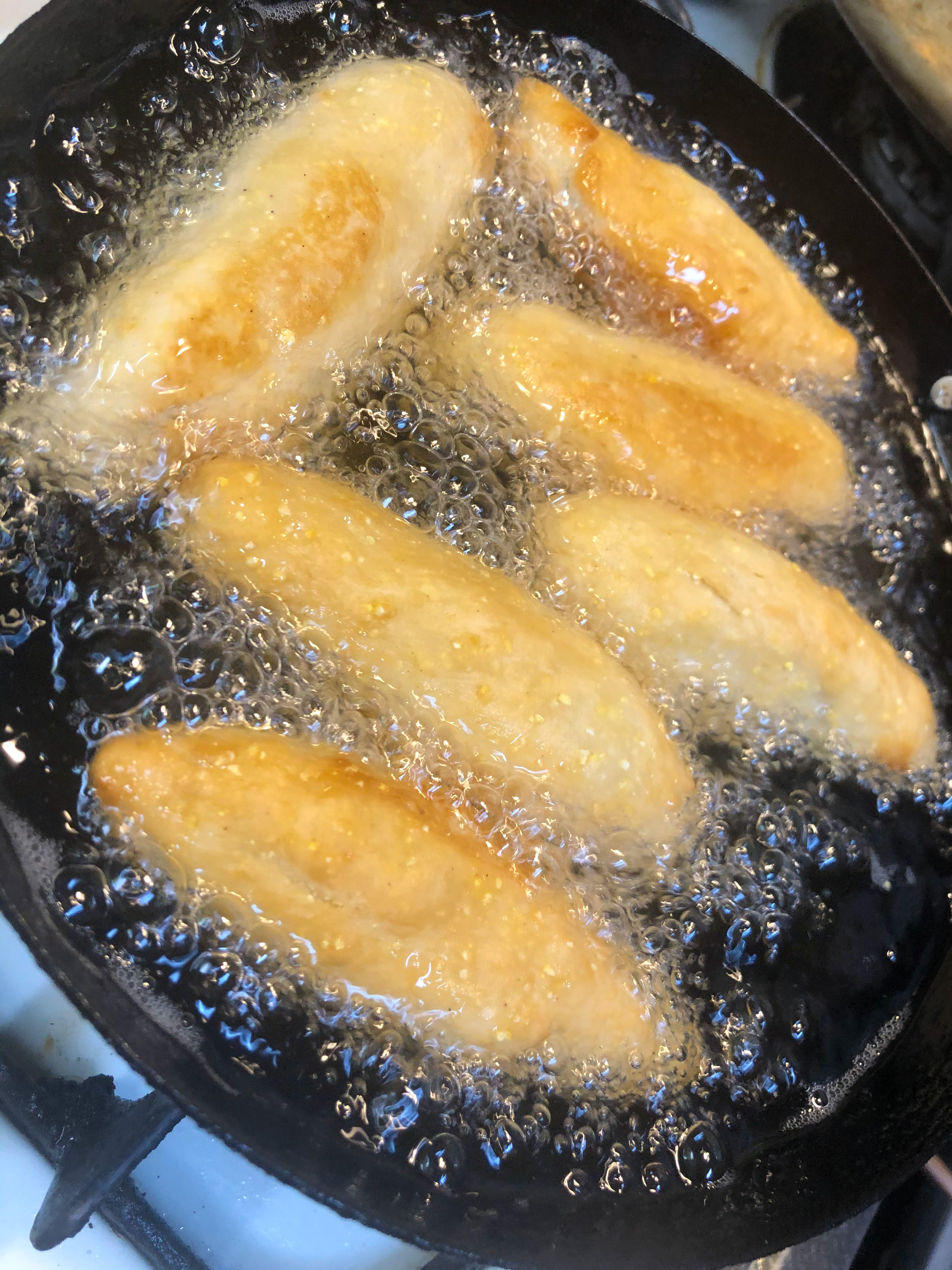
Friture de festivals.
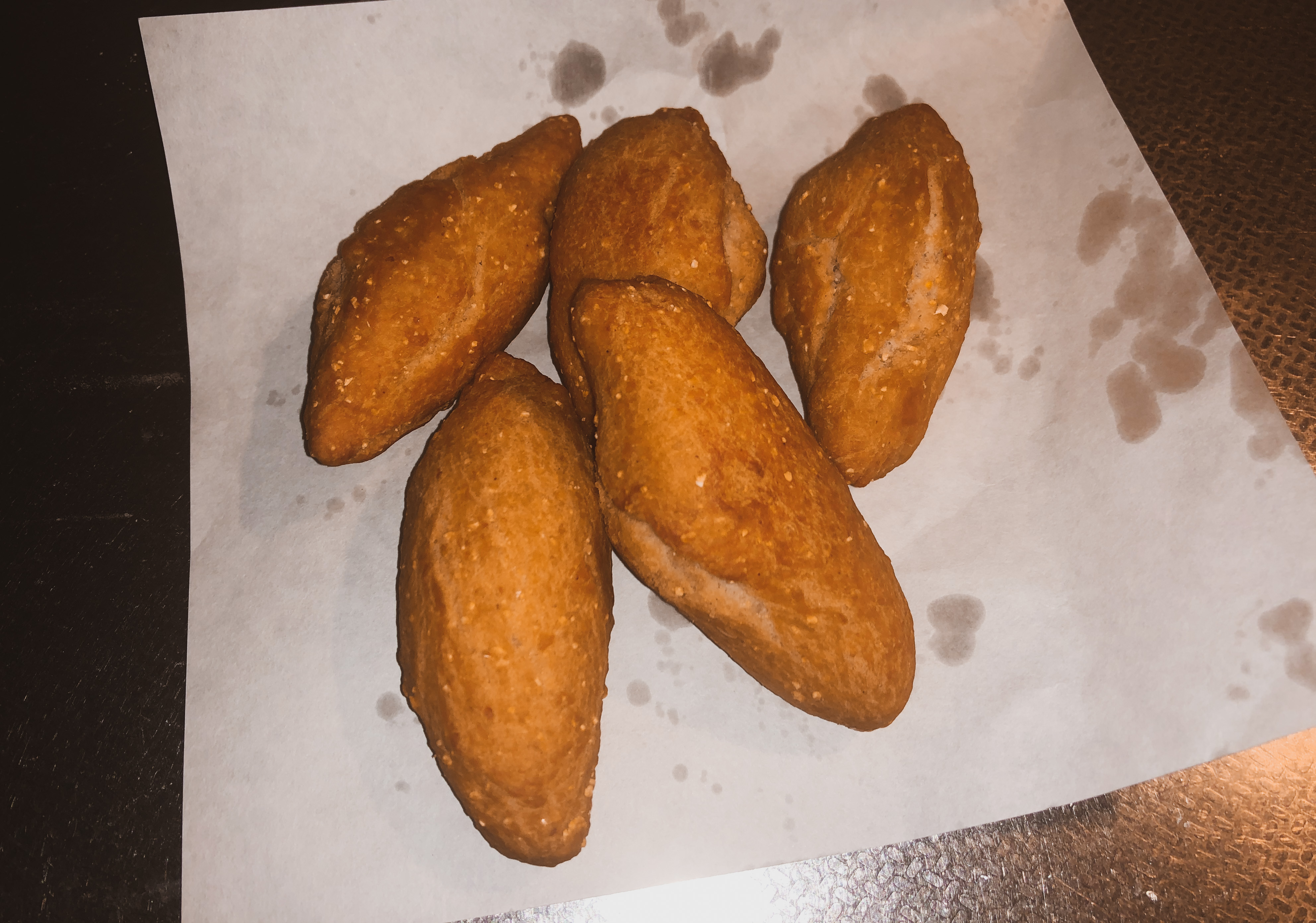
Festivals.
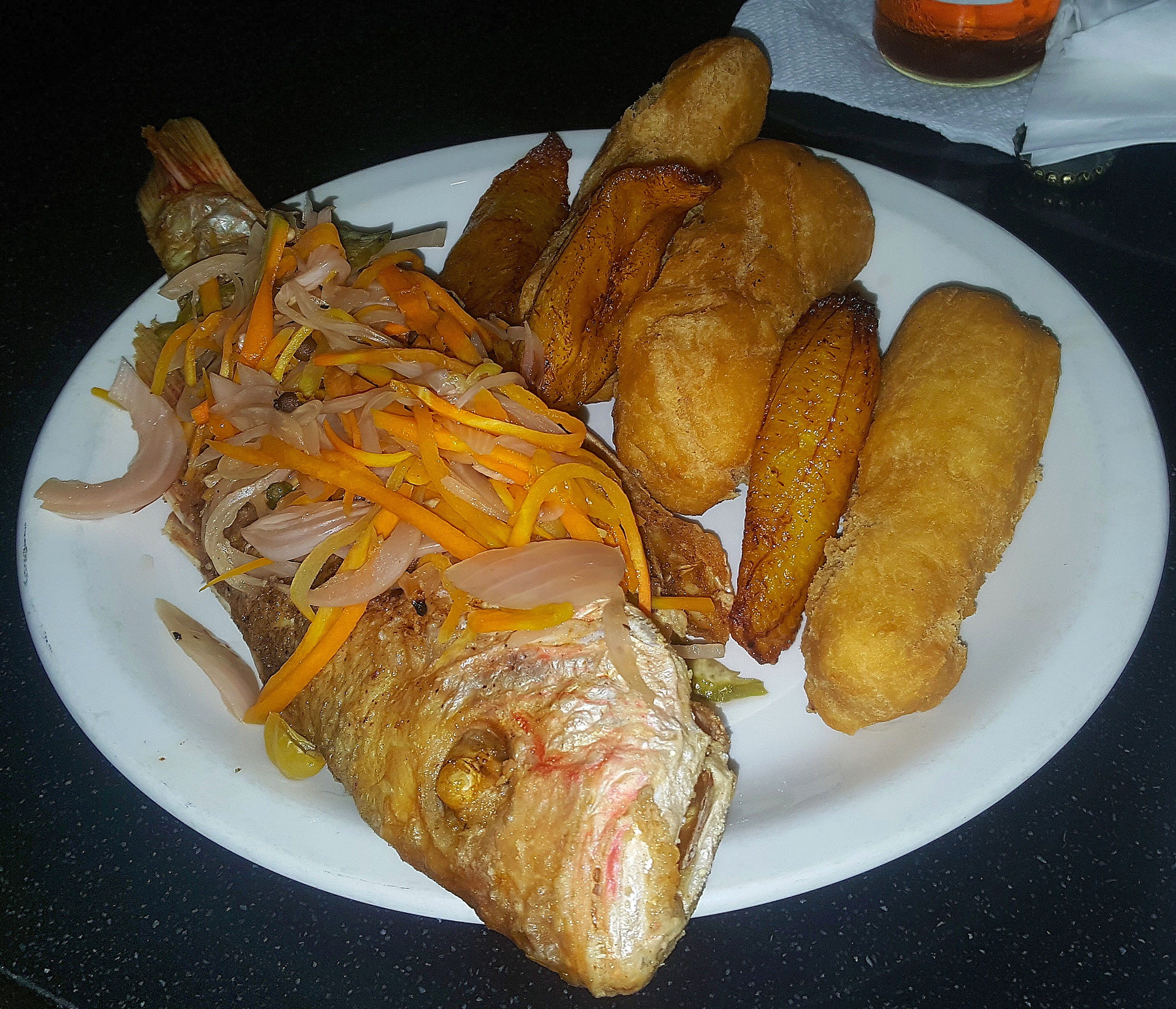
Poisson escabèche jamaïcain, festivals et plantains.